# Mélissa M
Mélissa M lub Mélissa, właśc. Mélissa Merchiche (ur. 21 sierpnia 1985 w Marsylii) – francuska piosenkarka. Karierę muzyczną rozpoczęła w 2006 roku.

## Dyskografia

### Albumy studyjne
| 2007 | Avec tout mon amour - Wydany: 23 sierpnia 2007 - Wytwórnia: Warner Music France, Up Music, Kilomaître Production - Format: CD | 19 | 78 |

### Single
| Rok                            | Tytuł                      | Najwyższe pozycje na listach | Najwyższe pozycje na listach | Album               |
| Rok                            | Tytuł                      | FRA                          | BEL (WAL)                    | Album               |
| ------------------------------ | -------------------------- | ---------------------------- | ---------------------------- | ------------------- |
| 2007                           | „Elle”                     | 1                            | 24                           | Avec tout mon amour |
| 2008                           | „Cette fois”               | 4                            | –                            | –                   |
| 2009                           | „Quoi que tu dises”        | –                            | –                            | –                   |
| 2013                           | „Jump” (feat. JMI Sissoko) | –                            | –                            | –                   |
| „–” pozycja nie była notowana. |                            |                              |                              |                     |